# Екваториална координатна система
Екваториалната координатна система е небесна координатна система, която е широко използвана за определяне на местоположението на небесни тела. Тя може да се използва както в сферични координати, така и в декартови координати, като и двете имат начало в центъра на Земята, фундаментална плоскост (основен кръг), съставена от проекцията на земния екватор върху небесната сфера (небесен екватор), основна посока към пролетното равноденствие и са подчинени на правило на дясната ръка. Началото на координатната система в центъра на Земята означава, че моделът е геоцентричен. Фундаменталната плоскост и основната посока ще рекат, че координатната система, докато е фиксирана спрямо земния екватор и полюс, не се върти заедно със Земята, а остава относително неподвижна спрямо звездния фон. Правилото на дясната ръка означава, че координатите се увеличават на север и на изток от фундаменталната плоскост.

## Модификации
Спрямо положението на началната точка съществуват две модификации на екваториалната координатна система:
- При първата модификация за начална точка се взима точка Q, която е пресечната точка на южната половина на небесния екватор с небесния меридиан. Кръгът на деклинациите представлява голям кръг през светилото и линията P-P1. За координати се използват часов ъгъл t и деклинация δ. Часовият ъгъл е двустенният ъгъл, сключен между равнината на небесния меридиан и равнината на кръга на деклинациите. Измерва се в ретроградна посока чрез 24 часови единици.[4]

- При втората модификация за начална точка се приема точката на пролетното равноденствие γ. Основен кръг е небесният екватор. Положението на светилото се определя от ректасцензия α и деклинация δ. Точката на пролетното равноденствие се движи заедно със звездите, вследствие на което координатите са постоянни.

Връзката между тези две модификации се дава чрез така нареченото звездно време S, което е часовият ъгъл на точката на пролетното равноденствие γ → S = α + t.

## Общи характеристики
- Деклинацията се измерва в градуси, минути и секунди. Положителната посока е на север от небесния екватор, а отрицателната – на юг. При деклинацията следва да се указва знак.
- Обектът на небесния екватор има деклинация от 0°.
- Деклинацията на северния полюс на небесната сфера е +90°.
- Деклинацията на южния полюс е −90°.
- Деклинацията на небесно тяло, преминаващо през зенита, е равна на ширината на наблюдателя.

В северното полукълбо на Земята при дадена географска ширина φ:
- Небесните тела с деклинация δ > 90°-φ не слизат под хоризонта.
- Ако деклинацията на тялото е δ < φ-90°, то тялото няма да може да се наблюдава на тази географската ширина.

Тъй като разположението на плоскостта на небесния екватор вследствие на прецесията постепенно се изменя, то за екваториалната координатна система винаги се указва епоха, която определя дадено разположение на фундаменталната плоскост и съответно посоката към точката на пролетното равноденствие.